# Jose Bengzon jr.
Jose F.S. Bengzon jr. (Lingayen, 3 december 1932 - 4 december 1996) was een Filipijns advocaat en topman in het bedrijfsleven.

## Biografie
Jose Bengzon werd geboren op 3 december 1932 in Lingayen in de Filipijnse provincie Pangasinan. Zijn ouders waren advocaat en rechter Jose Bengzon en Antonio Jimenez. Bengzon studeerde rechten aan de Ateneo de Manila University. Na het behalen van zijn bachelor-diploma in 1956 vertrok Bengzon naar de Verenigde Staten waar hij zijn studie rechten vervolgde aan Harvard University. In 1958 behaalde hij daar zijn master-diploma. Bengzon slaagde in 1957 voor het toelatingsexamen (bar exam) van de Filipijnse balie en was vanaf dat moment actief als advocaat op het kantoor van zijn vader. Later werd hij managing partner en weer later had hij tot aan zijn dood in 1996 de leiding over Bengzon Law Firm.
Bengzon was verder onder meer voorzitter van de raad van bestuur van Keppel Philippines Shipyard, Peak Ventures Inc. en Building Care Corporation, president van Philippine-Singapore Hotel Corporation, Jolou Realty & Development Corporation, directeur van Manlo Feeds Corporation en Unidez Garments Inc., Realty Investments Inc., Integrated Health Care Corporation, College Insurance Plan, Las Islas Construction and Furnishing Corporation en Tony Bags. In 1986 was Bengzon een van de 48 leden van die Constitutionele Commissie, belast met het schrijven van de nieuwe Filipijnse Grondwet.
Bengzon overleed in 1996 op 64-jarige leeftijd. Hij was getrouwd met Nellie Ungson en kreeg met haar vier zonen en twee dochters.